# 活动图

UML 1.x中針對腦力激盪法的活動圖

活动图（英語：activity diagram）是工作流的图形化表示。活动图主要由活动和动作构成，也可以支持分支选择、迭代、并行。在 UML 中，活动图主要用于为计算性和组织性过程（即工作流）建模，相关活动之间的数据流也在其覆盖范围之内。活动图主要是用來說明控制流，不過也可以顯示數據在各數據儲存之間的流動。

## 組成
活动图由若干不同形状的图形组成，图形之间由箭头连接。

其中比较重要的形状有：
- 圆角矩形：表示「动作」；
- 菱形：表示「决策」；
- 粗实线：表示并行（并发性）活动的开始（分离）和结束（汇合）；
- 黑圆：工作流的开始（初始节点）；
- 黑圈套住的黑圆：工作流的结束（结束节点）。

箭头从开始一路指向结束，用来表示活动的先后顺序。
活动图可以視為是種結構化的流程图，並且結合了傳統的数据流程图。典型的流程圖技術中缺乏表示并发性（concurrency）。不過，活動中的分离和汇合符號只解決了在簡單情形下的應用，若是配合決策或是迴圈，其意義較不清楚。
UML 1.x版的活动图只是一種特殊的狀態圖。UML 2.x中的活动图已依照類似佩特里網的語意重新訂定格式，增加活动图可以建模的情境。因此許多UML 1.x的活動圖在UML 2.x下會有不同的解讀方式。
UML 2.x版的活動圖可以用在許多不同的領域中，例如嵌入式系統設計，也可以用模型檢查技術驗證規格。